# Frontière entre le Cap-Vert et la Mauritanie

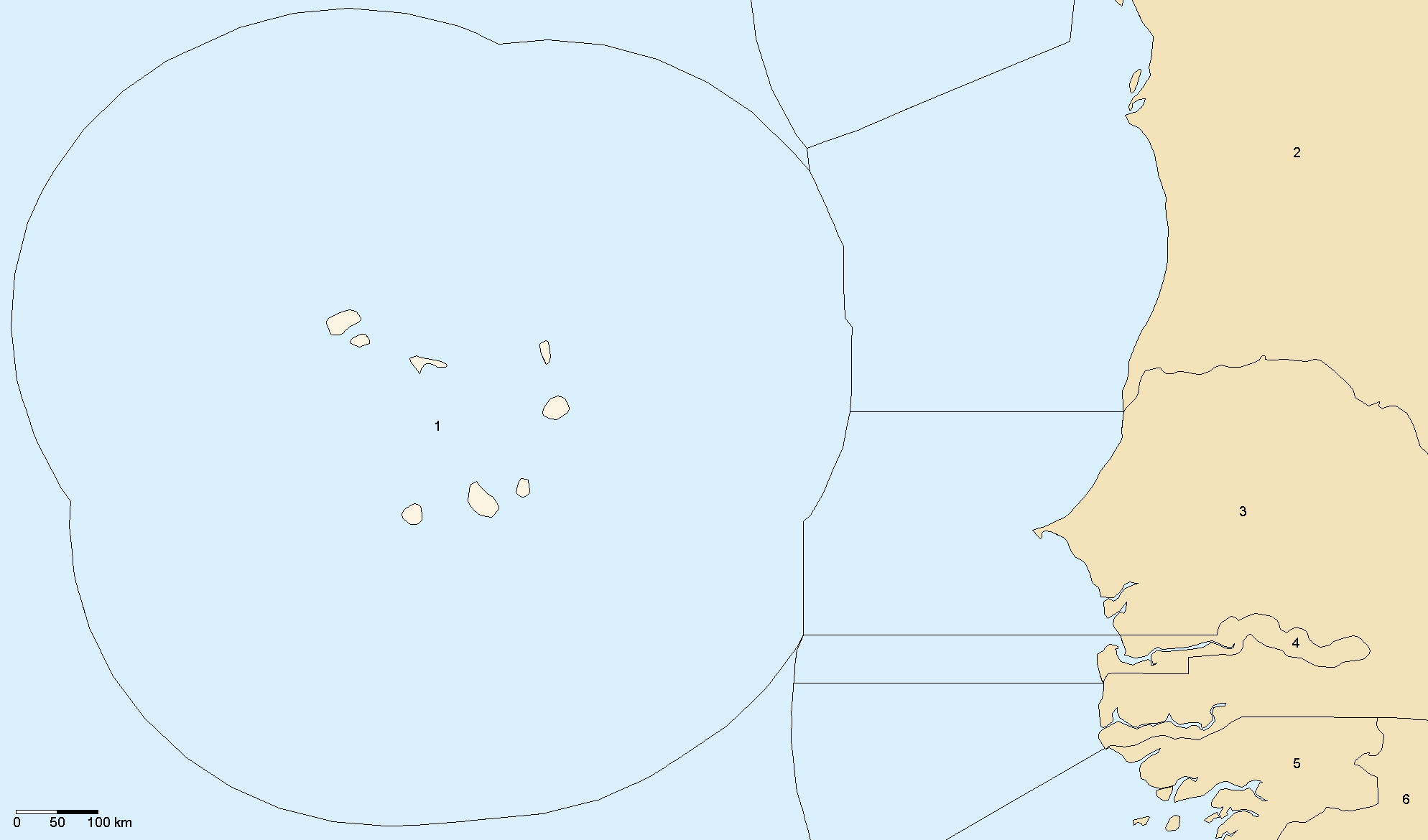
ZEE du Cap-Vert

La frontière entre le Cap-Vert et la Mauritanie consiste en un segment maritime dans l'océan Atlantique au large de Nouakchott. Cette frontière est défini par la règle d'équidistance entre les deux pays et inscrit dans un traité signé en septembre 2003
Les segments maritimes linéaires sont définis par dix-huit points de coordonnées individuels.
- Point H : 16° 04.0' N, 019° 33.5' O
- Point I : 16° 17.0' N, 019° 32.5' O
- Point J : 16° 28.5' N, 019° 32.5' O
- Point K : 16° 38.0' N, 019° 33.2' O
- Point L : 17° 00.0' N, 019° 32.1' O
- Point M : 17° 06.0' N, 019° 36.8' O
- Point N : 17° 26.8' N, 019° 37.9' O
- Point O : 17° 31.9' N, 019° 38.0' O
- Point P : 17° 44.1' N, 019° 38.0' O
- Point Q : 17° 53.3' N, 019° 38.0' O
- Point R : 18° 02.5' N, 019° 42.1' O
- Point S : 18° 07.8' N, 019° 44.2' O
- Point T : 18° 13.4' N, 019° 47.0' O
- Point U : 18° 18.8' N, 019° 49.0' O
- Point V : 18° 24.0' N, 019° 51.5' O
- Point X : 18° 28.8' N, 019° 53.8' O
- Point Y : 18° 34.9' N, 019° 56.0' O
- Point Z : 18° 44.2' N, 020° 00.0’ O

Le point H correspond au tripoint avec le Sénégal.